# Res aldrig på enkel biljett
Res aldrig på enkel biljett är en svensk drama- och science fiction-film från 1987 i regi av Håkan Alexandersson och med Mikael Samuelson i huvudrollen. Den utspelar sig i en framtid där jorden har förvandlats till en soptipp och människor lever i smuts och bråte. En detektiv tar sig an att utreda en mystisk illusionist, Den store Hassan, som säger sig kunna teleportera människor till Sydpolen, där en paradisvärld ska ha byggts upp. Filmen bygger på romanen Kyss mig dödligt skriven av Carl Johan De Geer.
Filmen gavs ut på DVD 2006. På skivan medföljer Håkanssons kortfilmer Råttresan, Tills elden släcks, Den perforerade epoken, Jag minns Lena Svedberg, Calle Schewens vals och Missionärerna.

## Handling
Bland de människospillror som nätt och jämnt håller sig vid liv finns "investigatorn". En bitter man som påminner om figurer i vår egen tids berättelser om brott och straff. En undersökare, en mullvad som gräver sig fram bland fakta och fiktioner, ofta misshandlad, alltid hungrig och pank och jagad av portvakten för den obetalda hyran.

## Medverkande
- Mikael Samuelson som investigatorn
- Ylva Törnlund som flickan
- Thomas Lundqvist som den store Hassan
- Mats Flink som assassin
- Peter Kneip som assassin
- Colbjörn Lindberg som Jesus
- Bo Lindström som bartendern
- Gert Fylking som nedgrävd man m.fl. roller
- Tomas Norström som portvakten
- Gunnar Nielsen som hovmästaren
- Björn Wallde som skräddaren
- Christine Floderer som skräddarfrun

## Mottagande
Sydsvenskans Sven-Erik Torhell beskrev filmen som "en svensk Blade Runner, fast utan den amerikanska filmens dynamik och raka handling". Torhell fortsatte: "Därmed också sagt att dess starkaste verkningsmedel är scenografin, signerad Carl Johan De Geer, och den däri djupt uttryckta helvetesvisionen. ... Men film är ju en helhet av olika konstnärliga element och Res aldrig på enkel biljett blir helt enkelt för tung i gumpen av sina genomarbetade fonder; allt blir mäktig vision. Det slår inga gnistor eller utvecklas dynamik mellan de oförmedlade scenbilderna, vilket får skyllas på både sävlig klippning, ofullgånget skådespeleri och inte minst ett otympligt manus som i dialogerna klingar för mycket av läst litterär text." I Aftonbladet skrev Björn Samuelsson: "Visst kan man imponeras av kvantiteten cinematografiska slummiljöer som Alexandersson/De Geer lyckas utvinna ur sin ateljé på Söder i Stockholm. Visst är det roligare med herrarnas pubertala djärvhet och totala brist på självkritik än den svenska filmens gängse hallstämplade konstnärliga förutsägbarhet eller populism. Men i den filmiska gottboden av smaskigheter och snaskigheter, i denna skådespelarmässiga skäggstubbsteater av bitvis pinsamt slag, letar man förgäves efter den fasta punkt, varifrån filmen får en riktning mot något annat än sig själv."